# Голова Об'єднаного комітету начальників штабів США
Голова́ Об'є́днаного коміте́ту нача́льників штабі́в (ГОКНШ) (англ. Chairman of the Joint Chiefs of Staff, CJCS) — найвища військова посадова особа збройних сил США, що очолює Об'єднаний комітет начальників штабів США (ОКНШ). До складу ОКНШ входить група високопосадовців збройних сил країни: заступник голови комітету, начальники штабів Армії та Повітряних сил, керівник військово-морськими операціями, комендант Корпусу морської піхоти та головнокомандувачі видів збройних сил США, що утворюють усі основні компоненти збройних сил США.
Призначається на чотирирічний термін Президентом США, затверджується на посаді Сенатом.
На відміну від міністра оборони США, Голова ОКНШ традиційно перебуває поза політикою і не має жодних командних повноважень щодо оперативного використання збройних сил. Головна роль цієї посадової особи — бути радником Президента і міністра оборони з військових питань, а також виконувати інші обов'язки, визначені Законом Голдвотера — Ніколса (федеральний законодавчий акт 1986 року щодо реорганізації міністерства оборони США).

## Список Голів Об'єднаного комітету начальників штабів
| #     | Фото | В/звання Ім'я Роки життя                                            | На посаді       | На посаді       | На посаді       | Вид ЗС    | Секретарі оборони                                                | Президенти                                |
| #     | Фото | В/звання Ім'я Роки життя                                            | Початок         | Кінець          | Час             | Вид ЗС    | Секретарі оборони                                                | Президенти                                |
| ----- | ---- | ------------------------------------------------------------------- | --------------- | --------------- | --------------- | --------- | ---------------------------------------------------------------- | ----------------------------------------- |
| 1     |      | генерал армії Омар Бредлі (12 лютого 1893 — 8 квітня 1981)          | 19 серпня 1949  | 15 серпня 1953  | 3 роки 361 день | Армія США | Луїс Артур Джонсон Джордж Маршалл Роберт Ловетт                  | Гаррі Трумен Дуайт Ейзенхауер             |
| 2     |      | адмірал Артур Редфорд (27 лютого 1896 — 17 серпня 1973)             | 15 серпня 1953  | 15 серпня 1957  | 4 роки          | ВМС США   | Чарлз Ервін Вілсон                                               | Дуайт Ейзенхауер                          |
| 3     |      | генерал Натан Фаррагут Твайнінг (11 жовтня 1897 — 29 березня 1982)  | 15 серпня 1957  | 30 вересня 1960 | 3 роки 46 днів  | ПС США    | Чарлз Ервін Вілсон Ніл Макелрой Томас Гейтс                      | Дуайт Ейзенхауер                          |
| 4     |      | генерал Ліман Лемніцер (29 серпня 1899 — 12 листопада 1988)         | 1 жовтня 1960   | 30 вересня 1962 | 2 роки          | Армія США | Томас Гейтс Роберт Мак-Намара                                    | Дуайт Ейзенхауер Джон Фіцджеральд Кеннеді |
| 5     |      | генерал Максвелл Давенпорт Тейлор (26 серпня 1901 — 19 квітня 1987) | 1 жовтня 1962   | 1 липня 1964    | 1 рік 275 днів  | Армія США | Роберт Мак-Намара                                                | Джон Фіцджеральд Кеннеді Ліндон Джонсон   |
| 6     |      | генерал Ерл Вілер (13 січня 1908 — 18 грудня 1975)                  | 3 липня 1964    | 2 липня 1970    | 5 років 364 дні | Армія США | Роберт Мак-Намара Кларк Кліффорд Мелвін Лейрд                    | Ліндон Джонсон Річард Ніксон              |
| 7     |      | адмірал Томас Мурер (9 лютого 1912 — 5 лютого 2004)                 | 2 липня 1970    | 1 липня 1974    | 3 роки 364 дні  | ВМС США   | Мелвін Лейрд Елліот Річардсон Роберт Мак-Намара Джеймс Шлезінгер | Річард Ніксон                             |
| 8     |      | генерал Джордж Скратчлі Браун (17 серпня 1918 — 5 грудня 1978)      | 1 липня 1974    | 20 червня 1978  | 3 роки 354 дні  | ПС США    | Джеймс Шлезінгер Дональд Рамсфелд Гарольд Браун                  | Річард Ніксон Джеральд Форд Джиммі Картер |
| 9     |      | генерал Девід Чарльз Джонс (9 липня 1921 — 10 серпня 2013)          | 21 червня 1978  | 18 червня 1982  | 3 роки 362 дні  | ПС США    | Гарольд Браун Каспар Вайнбергер                                  | Джиммі Картер Рональд Рейган              |
| 10    |      | генерал Джон Вессі (29 червня 1922 — 18 серпня 2016)                | 18 червня 1982  | 30 вересня 1985 | 3 роки 104 дні  | Армія США | Каспар Вайнбергер                                                | Рональд Рейган                            |
| 11    |      | адмірал Вільям Кроу (2 січня 1925 — 18 жовтня 2007)                 | 1 жовтня 1985   | 30 вересня 1989 | 3 роки 364 дні  | ВМС США   | Каспар Вайнбергер Френк Карлуччі Дік Чейні                       | Рональд Рейган Джордж Герберт Вокер Буш   |
| 12    |      | генерал Колін Павелл (5 квітня 1937 — 18 жовтня 2021)               | 1 жовтня 1989   | 30 вересня 1993 | 3 роки 364 дні  | Армія США | Дік Чейні Лес Еспін                                              | Джордж Герберт Вокер Буш Білл Клінтон     |
| (ТВО) |      | адмірал Девід Джеремая (25 лютого 1934 — 7 жовтня 2013)             | 1 жовтня 1993   | 24 жовтня 1993  | 23 дні          | ВМС США   | Лес Еспін                                                        | Білл Клінтон                              |
| 13    |      | генерал Джон Шалікашвілі (27 червня 1936 — 23 липня 2011)           | 25 жовтня 1993  | 30 вересня 1997 | 3 роки 341 день | Армія США | Лес Еспін Вільям Перрі Вільям Коен                               | Білл Клінтон                              |
| 14    |      | генерал Генрі Шелтон (нар. 2 січня 1942)                            | 1 жовтня 1997   | 30 вересня 2001 | 3 роки 364 дні  | Армія США | Вільям Коен Дональд Рамсфелд                                     | Білл Клінтон Джордж Вокер Буш             |
| 15    |      | генерал Річард Маєрс (нар. 1 березня 1942)                          | 1 жовтня 2001   | 30 вересня 2005 | 3 роки 364 дні  | ПС США    | Дональд Рамсфелд                                                 | Джордж Вокер Буш                          |
| 16    |      | генерал Пітер Пейс (нар. 5 листопада 1945)                          | 1 жовтня 2005   | 30 вересня 2007 | 1 рік 364 дні   | КМП США   | Дональд Рамсфелд Роберт Гейтс                                    | Джордж Вокер Буш                          |
| 17    |      | адмірал Майкл Маллен (нар. 4 жовтня 1946)                           | 1 жовтня 2007   | 30 вересня 2011 | 3 роки 364 дні  | ВМС США   | Роберт Гейтс Леон Панетта                                        | Джордж Вокер Буш Барак Обама              |
| 18    |      | генерал Мартін Демпсі (нар. 14 березня 1952)                        | 1 жовтня 2011   | 25 вересня 2015 | 3 роки 359 днів | Армія США | Леон Панетта Чак Гейгель Ештон Картер                            | Барак Обама                               |
| 19    |      | генерал Джозеф Данфорд (нар. 8 грудня 1955)                         | 1 жовтня 2015   | 30 вересня 2019 | 3 роки 364 дні  | КМП США   | Ештон Картер Джеймс Меттіс Марк Еспер                            | Барак Обама Дональд Трамп                 |
| 20    |      | генерал Марк Міллі (нар. 20 червня 1958)                            | 1 жовтня 2019   | 30 жовтня 2023  | 3 роки 364 дні  | Армія США | Марк Еспер Ллойд Остін                                           | Дональд Трамп Джо Байден                  |
| 21    |      | генерал Чарльз К. Браун (нар. 1962)                                 | 1 жовтня 2023   | 21 лютого 2025  | 1 роки 143 дні  | ПС США    | Ллойд Остін Піт Хегсет                                           | Джо Байден Дональд Трамп                  |
| 22    |      | генерал Джон Деніел Кейн (нар. 1968)                                | 11 квітень 2025 |                 |                 | ПС США    | Піт Хегсет                                                       | Дональд Трамп                             |